# Європейське платіжне доручення
Європе́йське платі́жне дору́чення (або європе́йський платі́жний о́рдер; EPO) — система транскордонних методів стягнення боргів, яка була введена Регламентом № 1896/2006 від 11 грудня 2006 року, і яка використовується в Європейському Союзі, крім Данії.

## Використання
Європейське платіжне доручення доступне лише для транскордонних випадків. Це дозволяє громадянам і підприємствам використовувати простий метод для безспірного стягнення платежів. Зокрема, малі підприємства мають отримати вигоду від EPO, оскільки воно забезпечує простий, економічно ефективний метод збору платежів від багатонаціональної групи клієнтів.

## Місцеве право
Місцеві системи повернення боргів працюють разом із Європейським платіжним дорученням. Кредитори можуть вибрати, яку систему вони бажають використовувати. Однією з найбільших переваг використання європейського платіжного доручення є те, що воно спеціально розроблено для роботи в багатонаціональних сценаріях.